# Xã Fairmount, Quận Richland, Bắc Dakota
Xã Fairmount (tiếng Anh: Fairmount Township) là một xã thuộc quận Richland, tiểu bang Bắc Dakota, Hoa Kỳ. Năm 2010, dân số của xã này là 90 người.